# Robert Shvarc
Robert Shvarc (ur. 10 grudnia 1932 w Sarajewie, zm. 25 kwietnia 2003 w Tiranie) – albański pisarz i tłumacz pochodzenia żydowskiego.

## Życiorys
Urodził się 10 grudnia 1932 roku w Sarajewie jako syn Albanki z Elbasanu Savety Çipi oraz wiedeńskiego Żyda Juliusa. W 1938 roku rodzina wyjechała do Szkodry, a ojciec, wraz z wujkiem Roberta Alfredem założył jedną z elektrowni. Podczas II wojny światowej rodzina pozostała w Szkodrze.
Po II wojnie światowej pełnił funkcję dyrektora biblioteki Martin Barleti w Szkodrze. Tłumaczył na język niemiecki utwory m.in. Ismaila Kadare, Dritëra Agollego, Gaqo Bushakiego i Xhevahira Spahiu.

## Twórczość
- Vargje të pluhurosura[1]
- Unë (1956)[4]
- Sonetet e rrëfimit (1959)[4]

## Odznaczenia i tytuły
W maju 1995 roku prezydent Niemiec Roman Herzog odznaczył Roberta Shvarca Orderem Zasługi Republiki Federalnej Niemiec. W grudniu 2002 roku prezydent Albanii Alfred Moisiu nadał mu tytuł Wielkiego Mistrza alb. Mjeshtër i Madh.
W styczniu 2003 roku otrzymał tytuł honorowego obywatela Tirany, a w kwietniu 2013 roku także został pośmiertnie uhonorowany tytułem honorowego obywatela Szkodry.